# Opas Schlagerfestival
Opas Schlagerfestival war eine Musik- und Unterhaltungssendung im ARD-Hörfunk, die von 1967 bis 1972 in 10 Folgen ausgestrahlt wurde.
Die Reihe Opas Schlagerfestival war eine Coproduktion des RIAS mit dem WDR, die von fast allen Rundfunkanstalten der ARD übernommen wurde. Die Leitung der Sendung hatten Ernst Kalthoff (WDR) und Hans Rosenthal (RIAS).

## Geschichte
Die Sendereihe wurde von Hans Rosenthal zumeist in Doppelconference mit dem Erfinder dieser "nachträglichen Hitparade für die reifere Jugend von 19 bis 90", dem Kabarettisten, Autor und Komponisten Günter Neumann, moderiert. In jeder Folge wurden Schlager, Lieder, Chansons und Operettenmelodien eines Jahrgangs von  Interpreten vorgestellt. Eine  Jury aus dem Saalpublikum kürte anschließend durch Punktvergabe den „Siegerschlager“. Geschichtliche Ereignisse der  Zeit wurden in einer pointierten Conference präsentiert; außerdem gab es noch eine Witzecke, die kleine Sketche und Witze aus Zeitungen der damaligen Zeit vortrugen.
Übersicht der Sendungen "Opas Schlagerfestival":
- 1. Folge (Jahrgang 1926)

Aufnahme: 10. November 1967 in der Berliner Urania
Siegerschlager: "Jalousie"
- 2. Folge (Jahrgang 1927)

Aufnahme: 6. September 1968 im Konzerthaus in Bad Salzuflen
Siegerschlager: "Ol Man River"
- 3. Folge (Jahrgang 1928)

Aufnahme: 24. Oktober 1968  im Stadttheater von Bad Godesberg
Siegerschlager: "Wenn der weiße Flieder wieder blüht"
- 4. Folge (Jahrgang 1925)

Aufnahme: 6. und 7. April 1969 im Berliner Sportpalast
Siegerschlager: "Durch Berlin fließt immer noch die Spree"
- 5. Folge (Jahrgang 1929)

Aufnahme: 2. September 1969 vom Messegelände der 26. Deutschen Funkausstellung in Stuttgart
Siegerschlager: Wer hat die Liebe uns ins Herz gesenkt"
- 6. Folge (Jahrgang 1930)

Aufnahme: 3. Juli 1970 im Konzerthaus in Bad Salzuflen
Siegerschlager: "Im weißen Rößl am Wolfgangsee"
- 7. Folge (Jahrgang 1924)

Aufnahme: 20. November 1970 in der Berliner Urania
Siegerschlager: "Grüß mir mein Wien"
- 8. Folge (Jahrgang 1923)

Aufnahme: 1. April 1971 im Forum in Leverkusen
Siegerschlager: "Solang noch Untern Linden"
- 9. Folge (Jahrgang 1931)

Aufnahme: 28. August 1971 aus dem Haus des Rundfunks in Berlin anlässlich der 1. Internationalen Funkausstellung
Siegerschlager: "Das ist die Liebe der Matrosen"
- 10. Folge (Jahrgang 1932)

Aufnahme: 24. März 1972 im Heinz-Hilpert-Theater in Lünen
Siegerschlager: "Oh Mona"
Zu den Mitwirkenden der Unterhaltungsreihe gehörten in fast jeder Sendefolge die Ensemblemitglieder des bekannten RIAS-Hörfunkkabaretts „Günter Neumann und seine Insulaner“: Tatjana Sais, Edith Schollwer, Bruno Fritz und Ekkehard Fritsch. Das kam nicht von ungefähr, weil „Die Insulaner“ Ende der sechziger Jahre plötzlich nicht mehr zeitgemäß waren und nicht in das sogen. Zeitalter der 68er passten. Nach mehreren von Günter Neumann selbst auferlegten Zwangspausen wurde die einst so beliebte Hörfunkkabarettreihe 1968 schließlich eingestellt. Hans Rosenthal und Günter Neumann suchten nach einem neuen Betätigungsfeld und erfanden so die nachträgliche Hitparade  „Opas Schlagerfestival“. Weitere mitwirkende Solisten dieser Sendereihe waren neben Margot Eskens, Loni Heuser, Nina Lizell, Marion, Undine von Medvey, Paola, Fred Bertelmann, Bully Buhlan, Uwe Friedrichsen, Peter Fröhlich, Werner Hass, Jo Herbst, Andreas Mannkopff, Ralf Paulsen, Bill Ramsey, Willy Schneider, Günther Schwerkolt, Harald Sielaff, Ewald Wenck, sowie dem Günter-Kallmann-Chor, dem Medium-Terzett, den  Moonlights und den Rosy-Singers, auch Gesangsstars der klassischen Musik: Ursula Benz, Dorothea Christ, Monika Dahlberg, Sonja Schöner, Margit Schramm, Waldemar Arnold, Donald Grobe, Heinz Hoppe, René Kollo, Peter Lagger, Peter Minich,  Martin Vantin und Horst Wilhelm. Die musikalische Leitung lag vor allen Dingen in den Händen von Heinrich Riethmüller und Werner Müller.
Eine ähnliche Sendereihe mit dem Titel Schlagerfestival wurde später im Fernsehsender ZDF ausgestrahlt.